# كاراشي
كاراشي (باليابانية: からし أو カラシ أو 芥子 أو 辛子) ويعرف ايضاً بـأوني كاراشي. هو نوع من صلصة الخردل يستخدم كتوابل أو كتتبيل في المطبخ الياباني. يصنع الكاراشي من طحن بذور الخردل الهندي (الخردل الاسمر) ويباع عادة كمسحوق أو معجون. الكاراشي على شكل مسحوق يتم تحضيره عن طريق خلطه بالماء الفاتر للحصول على عجينة وتركها مغطاة لبضع دقائق.
غالبًا ما يتم تقديم الكاراشي مع تونكاتسو وأودين وناتو وشوماي. يمكن استخدامه كصلصة تغميس عند مزجه مع المايونيز، ويسمى مايونيز كاراشي أو مع الخل والميسو، ويسمى كاراشي سوميسو.
ويستخدم لصنع الباذنجان الياباني المخلل المسمى كاراشي ناسو.
أحد أشهر أطباق الميبوتسو في كوماموتو هو كاراشي رينكون: جذر اللوتس محشو بالميسو بنكهة الكاراشي، مقلي جيدًا، ويقدم على شكل شرائح.

## المعرض
يتم تقديم الكاراشي بأطباق متنوعة. وهو أقوى بكثير من الخردل الأمريكي أو الفرنسي، لذا فإن كمية صغيرة تكفي.

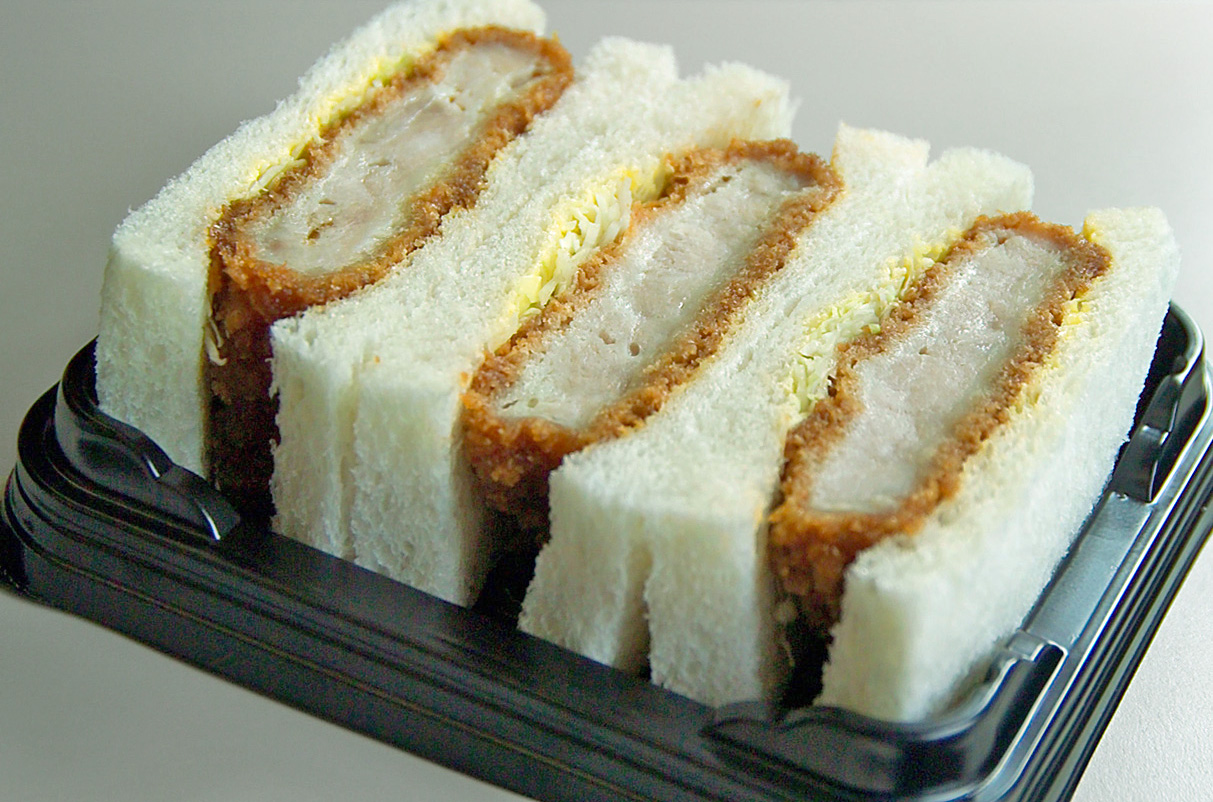
ساندويتش مع زبدة كاراشي.
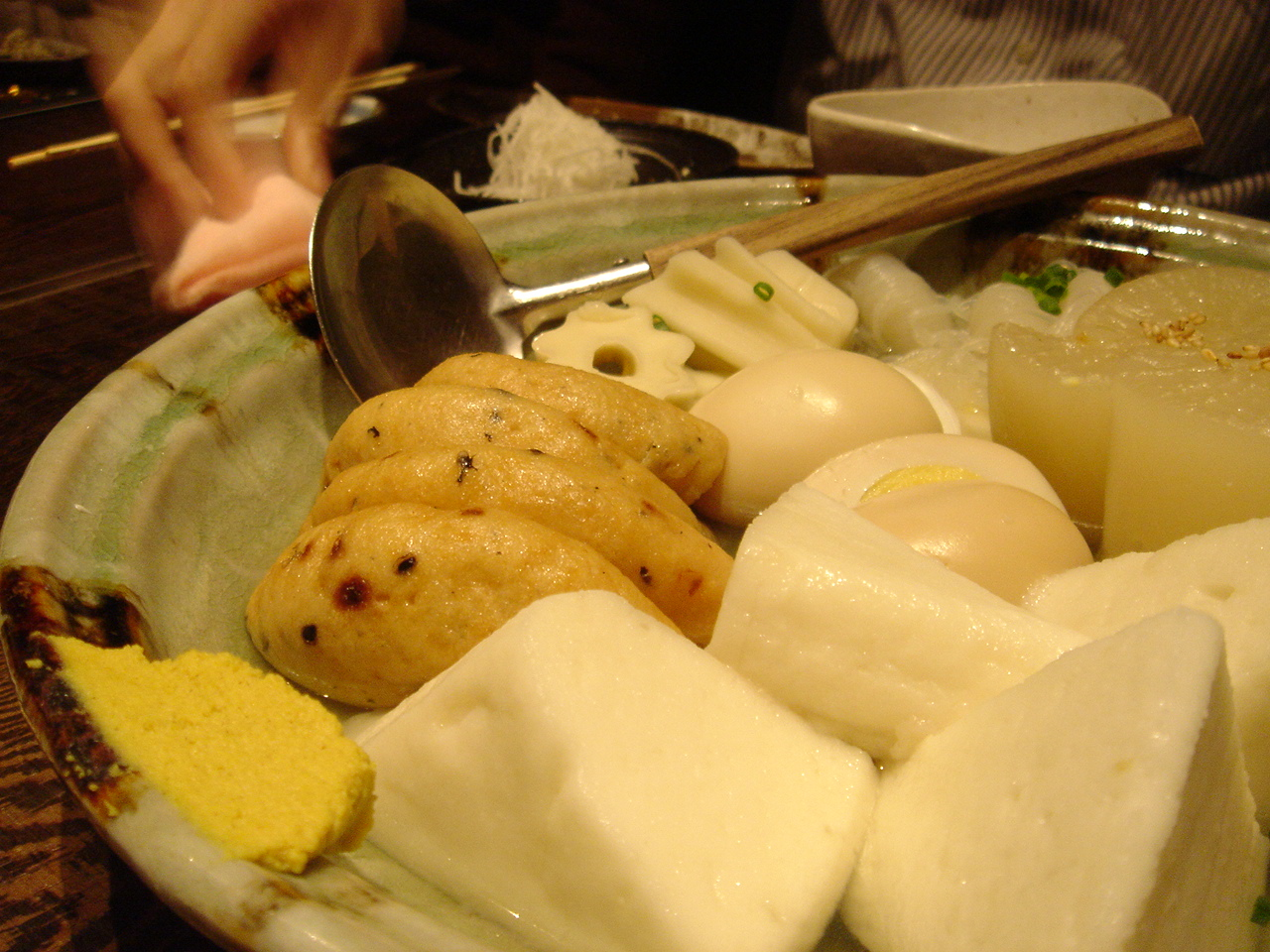
أودن مع كاراشي (أسفل اليسار).
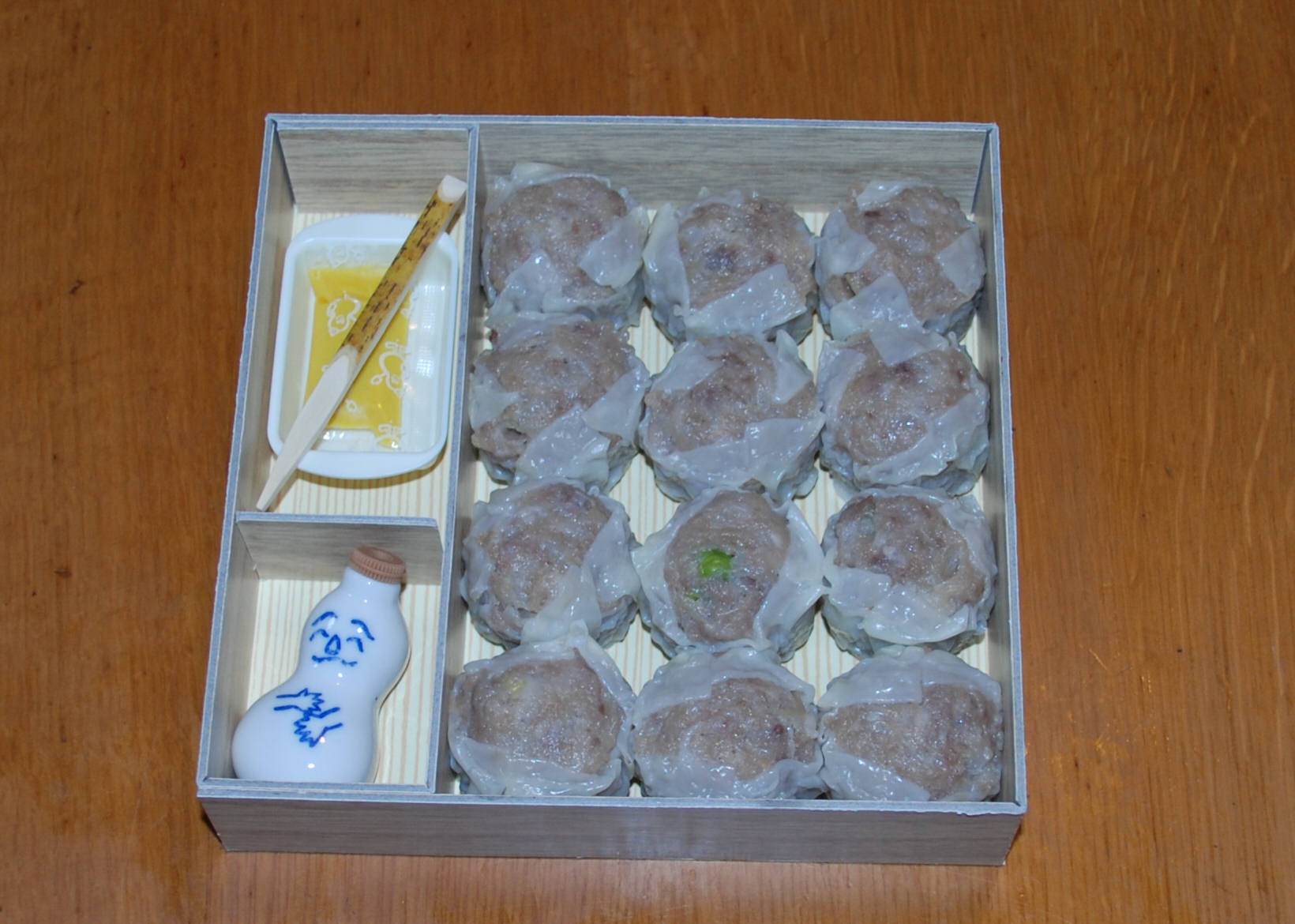
صندوق غداء الشوماي مع كاراشي (أعلى اليسار).
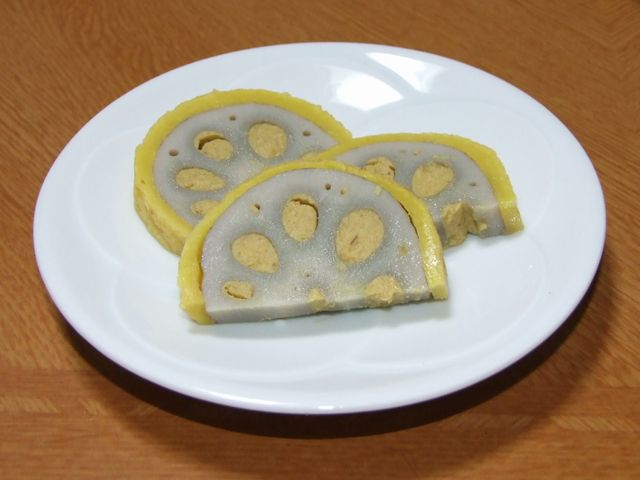
كاراشي رينكون، جذر اللوتس المحشو بكاراشي ميسو.